# Campeonato Catarinense de Futebol de 2015 - Série A
O Campeonato Catarinense de Futebol de 2015 da Série A, ou Catarinense Hemmer 100 anos 2015, por motivos de patrocínio, foi a 90ª edição da principal divisão do futebol catarinense. O campeonato contou com a participação de 10 clubes. Foi disputado em duas fases. Na primeira fase, todos os times se enfrentaram em turno único, sendo que os seis primeiros colocados iriam disputar o Hexagonal final e os quatro últimos o Quadrangular do rebaixamento. Na segunda fase, os dois clubes que somaram mais pontos no Hexagonal estarão classificados a final da competição. Já os dois últimos colocados do Quadrangular do rebaixamento, são rebaixados a Série B. 
Joinville, Figueirense, Chapecoense e Inter de Lages, classificaram-se para a Copa do Brasil de 2016. Para a Série D de 2015, classificaram-se Inter de Lages e o Metropolitano. As equipes do Guarani de Palhoça e Marcílio Dias, tiveram as piores campanhas e foram rebaixados à Série B de 2016.

## Regulamento
Na primeira fase, os dez participantes jogam todos contra todos, em turno único. Os seis melhores avançam para o hexagonal final. Os quatro restantes disputam o quadrangular do rebaixamento. No Hexagonal final, os seis participantes jogam todos contra todos, em turno e returno. Os dois melhores são os finalistas. Já no Quadrangular do rebaixamento, os quatro participantes jogam todos contra todos, em turno único. Os dois últimos colocados são rebaixados para a Série B de 2016.
Os quatro primeiros colocados disputarão a Copa do Brasil de 2016. Os dois melhores colocados que não disputam alguma divisão do Campeonato Brasileiro garantirão uma vaga na Série D de 2015. A final é disputada no sistema mata-mata em jogos de ida e volta. Em caso de igualdade nos pontos no confronto, a disputa será decidida no saldo de gols e, permanecendo o empate, a equipe de melhor campanha fica com o título.

### Critérios de desempate
Caso haja empate de pontos entre dois clubes, os critérios de desempates serão aplicados na seguinte ordem:
1. Número de vitórias
2. Saldo de gols
3. Gols marcados
4. Confronto direto
5. Número de cartões vermelhos
6. Número de cartões amarelos
7. Sorteio

## Equipes participantes
| Equipe              | Cidade        | Em 2014      | Estádio                            | Capacidade | Títulos (mais recente) |
| ------------------- | ------------- | ------------ | ---------------------------------- | ---------- | ---------------------- |
| Atlético de Ibirama | Ibirama       | 8º           | Baixada                            | 3 000      | 0 (não possui)         |
| Avaí                | Florianópolis | 7º           | Ressacada                          | 17 826     | 16 (2012)              |
| Chapecoense         | Chapecó       | 5º           | Arena Condá                        | 19 325     | 4 (2011)               |
| Criciúma            | Criciúma      | 3º           | Heriberto Hülse                    | 19 300     | 10 (2013)              |
| Figueirense         | Florianópolis | 1º           | Orlando Scarpelli                  | 19 584     | 16 (2014)              |
| Guarani de Palhoça  | Palhoça       | 2º (Série B) | Estádio Renato Silveira            | 3 000      | 0 (não possui)         |
| Joinville           | Joinville     | 2º           | Arena Joinville                    | 22 000     | 12 (2001)              |
| Marcílio Dias       | Itajaí        | 6º           | Hercílio Luz                       | 10 000     | 1 (1963)               |
| Inter de Lages      | Lages         | 1º (Série B) | Tio Vida                           | 7 620      | 1 (1965)               |
| Metropolitano       | Blumenau      | 4º           | Complexo Esportivo Bernardo Werner | 6 000      | 0 (não possui)         |

## Primeira fase (Turno único)
Notas
1 O Marcílio Dias é punido por escalação irregular e perde seis pontos na tabela.
2 O Avaí é punido pelo TJD e perde seis pontos.

### Confrontos
|                     | AIB | AVA | CHA | CRI | FIG | GPA | ILG | JOI | MDI | MET |
| ------------------- | --- | --- | --- | --- | --- | --- | --- | --- | --- | --- |
| Atlético de Ibirama | —   | 1–0 |     | 1–3 |     |     | 2–2 | 0–0 |     | 1–3 |
| Avaí                |     | —   | 0–1 | 0–0 | 1–1 |     |     |     |     | 1–2 |
| Chapecoense         | 3–0 |     | —   | 2–0 | 0–1 |     | 5–0 |     |     |     |
| Criciúma            |     |     |     | —   |     | 3–1 |     | 3–1 | 1–0 | 1–2 |
| Figueirense         | 1–0 |     |     | 1–0 | —   |     | 2–1 |     |     | 2–1 |
| Guarani-SC          | 3–3 | 2–2 | 1–3 |     | 1–2 | —   | 2–0 |     |     |     |
| Internacional-SC    |     | 2–0 |     | 3–1 |     |     | —   | 1–1 | 2–1 | 1–1 |
| Joinville           |     | 2–2 | 0–0 |     | 1–0 | 1–1 |     | —   | 1–0 |     |
| Marcílio Dias       | 1–0 | 3–4 | 0–2 |     | 4–3 | 1–1 |     |     | —   |     |
| Metropolitano       |     |     | 1–1 |     |     | 0–2 |     | 1–0 | 1–1 | —   |

| Vitória do mandante; Vitória do visitante; Empate. | Em negrito os jogos "clássicos". |

### Desempenho por rodada
Clubes que lideraram o campeonato ao final de cada rodada:
| Rodadas | Rodadas | Rodadas | Rodadas | Rodadas | Rodadas | Rodadas | Rodadas | Rodadas |
| ------- | ------- | ------- | ------- | ------- | ------- | ------- | ------- | ------- |
| 1       | 2       | 3       | 4       | 5       | 6       | 7       | 8       | 9       |
| CHA     | CHA     | CHA     | CHA     | CHA     | FIG     | CHA     | CHA     | CHA     |

Clubes que ficaram na última posição do campeonato ao final de cada rodada:
| Rodadas | Rodadas | Rodadas | Rodadas | Rodadas | Rodadas | Rodadas | Rodadas | Rodadas |
| ------- | ------- | ------- | ------- | ------- | ------- | ------- | ------- | ------- |
| 1       | 2       | 3       | 4       | 5       | 6       | 7       | 8       | 9       |
| ILG     | GPA     | ILG     | ILG     | AVA     | GPA     | ATI     | ATI     | AVA     |

## Segunda fase (Hexagonal final)

### Classificação
Notas
3 O Joinville é punido por relacionar um jogador sem contrato profissional no último jogo do hexagonal final contra o Metropolitano e perdeu 4 pontos na tabela.

### Confrontos
|                  | CHA | CRI | FIG | ILG | JOI | MET |
| ---------------- | --- | --- | --- | --- | --- | --- |
| Chapecoense      | —   | 1–0 | 1–1 | 2–0 | 0–2 | 1–0 |
| Criciúma         | 1–1 | —   | 0–1 | 0–2 | 0–2 | 1–0 |
| Figueirense      | 2–1 | 0–0 | —   | 2–0 | 2–0 | 1–0 |
| Internacional-SC | 2–1 | 2–0 | 1–1 | —   | 0–1 | 1–1 |
| Joinville        | 0–0 | 1–0 | 3–1 | 2–1 | —   | 2–1 |
| Metropolitano    | 1–3 | 2–0 | 0–4 | 0–2 | 0–0 | —   |

| Vitória do mandante; Vitória do visitante; Empate. | Em negrito os jogos "clássicos". |

### Desempenho por rodada
Clubes que lideraram o campeonato ao final de cada rodada:
| Rodadas | Rodadas | Rodadas | Rodadas | Rodadas | Rodadas | Rodadas | Rodadas | Rodadas | Rodadas |
| ------- | ------- | ------- | ------- | ------- | ------- | ------- | ------- | ------- | ------- |
| 1       | 2       | 3       | 4       | 5       | 6       | 7       | 8       | 9       | 10      |
| JOI     | CHA     | FIG     | FIG     | FIG     | JOI     | JOI     | JOI     | JOI     | FIG     |

Clubes que ficaram na última posição do campeonato ao final de cada rodada:
| Rodadas | Rodadas | Rodadas | Rodadas | Rodadas | Rodadas | Rodadas | Rodadas | Rodadas | Rodadas |
| ------- | ------- | ------- | ------- | ------- | ------- | ------- | ------- | ------- | ------- |
| 1       | 2       | 3       | 4       | 5       | 6       | 7       | 8       | 9       | 10      |
| MET     | ILG     | CRI     | CRI     | CRI     | CRI     | CRI     | CRI     | MET     | CRI     |

## Final
Jogo de ida
| 26 de abril | Figueirense | 0 – 0  | Joinville | Estádio Orlando Scarpelli, Florianópolis                      |
| 16:00       |             | Súmula |           | Público: 13 231 Renda: R$ 339.230,00 Árbitro: SC Célio Amorim |

Jogo de volta
| 3 de maio | Joinville | 0 – 0  | Figueirense | Arena Joinville, Joinville                                    |
| 16:00     |           | Súmula |             | Público: 17 749 Renda: R$ 341.240,00 Árbitro: SC Sandro Ricci |

## Premiação
| Campeonato Catarinense de 2015   |
| -------------------------------- |
|                                  |
| Figueirense Campeão (17º título) |

## Classificação geral
Notas
1 O Joinville é punido por relacionar um jogador sem contrato profissional no último jogo do hexagonal final contra o Metropolitano e perdeu 4 pontos na tabela.
2 O Marcílio Dias é punido por escalação irregular e perde seis pontos na tabela.
3 O Avaí é punido pelo TJD perde seis pontos.

## Estatísticas

### Artilharia
| Gols | Jogador            | Time                |
| ---- | ------------------ | ------------------- |
| 11   | Vitinho            | Guarani de Palhoça  |
| 10   | Roger              | Chapecoense         |
| 10   | Thiago Santana     | Atlético de Ibirama |
| 8    | Marcelinho Paraíba | Inter de Lages      |
| 7    | Ananias            | Chapecoense         |
| 7    | Clayton            | Figueirense         |
| 6    | Schwenck           | Marcílio Dias       |
| 6    | Anderson Lopes     | Avaí                |
| 6    | Reinaldo           | Internacional       |
| 5    | Trípodi            | Metropolitano       |

## Maiores públicos
| Nº | Público[PP] | Mandante    | Placar | Visitante      | Estádio           | Data            | Rodada         |
| -- | ----------- | ----------- | ------ | -------------- | ----------------- | --------------- | -------------- |
| 1  | 17 749      | Joinville   | 0–0    | Figueirense    | Arena Joinville   | 3 de Maio       | Final (Jogo 2) |
| 2  | 13 231      | Figueirense | 0–0    | Joinville      | Orlando Scarpelli | 25 de fevereiro | Final (Jogo 1) |
| 3  | 10 669      | Joinville   | 3–1    | Figueirense    | Arena Joinville   | 12 de abril     | Hexagonal      |
| 4  | 10 586      | Joinville   | 2–2    | Avaí           | Arena Joinville   | 1º de fevereiro | 1ª Fase        |
| 5  | 9 898       | Avaí        | 1–1    | Figueirense    | Ressacada         | 1º de março     | 1ª Fase        |
| 6  | 7 646       | Joinville   | 1–0    | Marcílio Dias  | Arena Joinville   | 7 de fevereiro  | 1ª Fase        |
| 7  | 7 624       | Joinville   | 2–1    | Metropolitano  | Arena Joinville   | 7 de fevereiro  | Hexagonal      |
| 8  | 7 100       | Chapecoense | 2–0    | Criciúma       | Arena Condá       | 8 de fevereiro  | Hexagonal      |
| 9  | 6 851       | Joinville   | 1–0    | Criciúma       | Arena Joinville   | 28 de março     | Hexagonal      |
| 10 | 6 789       | Joinville   | 2–1    | Inter de Lages | Arena Joinville   | 5 de fevereiro  | Hexagonal      |

## Médias de público
| 1. Joinville - 8.465 (84.650 em 10 jogos) 2. Chapecoense – 5.582 (50.238 em 9 jogos) 3. Figueirense – 5.485 (54.850 em 10 jogos) 4. Avaí – 5.135 (46.215 em 9 jogos) 5. Criciúma – 3.791 (34.119 em 9 jogos) | 1. Inter de Lages – 2.258 (20.322 em 9 jogos) 2. Metropolitano – 1.194 (10.746 em 9 jogos) 3. Marcílio Dias – 851 (7.659 em 9 jogos) 4. Atlético de Ibirama – 815 (7.335 em 9 jogos) 5. Guarani de Palhoça – 476 (4.284 em 9 jogos) |

## Seleção do Campeonato
| Pos. | Nome               | Clube              |
| ---- | ------------------ | ------------------ |
| G    | Fernando Henrique  | Inter de Lages     |
| LD   | Sueliton           | Joinville          |
| Z    | Marquinhos         | Figueirense        |
| Z    | Thiago Heleno      | Figueirense        |
| LE   | Rogério            | Joinville          |
| V    | Paulo Roberto      | Figueirense        |
| V    | Naldo              | Joinville          |
| M    | Marcelo Costa      | Joinville          |
| M    | Marcelinho Paraíba | Inter de Lages     |
| A    | Clayton            | Figueirense        |
| A    | Vitinho            | Guarani de Palhoça |
| T    | Hemerson Maria     | Joinville          |

| Prêmio               | Nome               | Clube          |
| -------------------- | ------------------ | -------------- |
| Craque do Campeonato | Marcelinho Paraíba | Inter de Lages |
| Jogador revelação    | Hyoran             | Chapecoense    |